# 根本正雄
根本 正雄（ねもと まさお、1949年 ‐ ）は、日本の教育者。最終学歴は千葉大学教育学部卒業。TOSS代表の向山洋一の理念に賛同し、TOSS体育授業研究会の代表である。根本体育の提唱者である。

## 経歴
1949年、茨城県に生まれる。1972年、千葉大学教育学部卒業。千葉市内の公立学校の校長をつとめた後、2010年3月をもって定年退職した。
現在は、千葉市内の図書館司書を努めるかたわら、「根本ワクワク体操教室」を開催している。

## 代表的な著書
- 『わかる・できる「根本体育」の基礎・基本』シリーズ（明治図書）
- 誰でもできる楽しい体育 （明治図書） 1985年
- 誰でもできる楽しい体育II（明治図書） 1986年
- 楽しい学習活動のさせ方（明治図書） 1985年
- さか上がりは誰でもできる（明治図書） 1986年
- 楽しい授業づくりの法則（明治図書） 1987年
- 体育科発問の定石化（明治図書） 1987年
- すぐれた体育授業のモデル化（明治図書） 1988年
- 体育授業に使える面白クイズ（明治図書） 1989年
- 続・体育科発問の定石化（明治図書） 1989年
- 体育科指導案づくりの上達法（明治図書） 1989年
- 体育科新指導要領の本当の読み方（明治図書） 1989年
- 法則化楽しい体育の指導技術 小学1年（明治図書） 1990年
- 法則化楽しい体育の指導技術 小学2年（明治図書） 1990年
- 法則化楽しい体育の指導技術 小学3年（明治図書） 1990年
- 法則化楽しい体育の指導技術 小学4年（明治図書） 1990年
- 法則化楽しい体育の指導技術 小学5年（明治図書） 1990年
- 法則化楽しい体育の指導技術 小学6年（明治図書） 1990年
- 指示の技術（明治図書） 1991年
- 写真で見る体育授業テクニカルポイント(1)「かかえ跳び込み」の指導技術（明治図書） 1992年
- 体育科「関心・意欲・態度」の評価技法（明治図書） 1993年
- 体育授業づくり全発問・全指示1体育授業技術入門（明治図書） 1993年
- 体育授業づくり全発問・全指示8マット運動（明治図書） 1993年
- 体育授業づくり全発問・全指示10跳び箱運動（明治図書） 1993年
- 教師生活の条件（明治図書） 1994年
- 習熟過程を生かした体育指導の改革（明治図書） 1997年
- 「体育授業の法則化」で授業が変わる（明治図書） 1997年
- 一流スポーツ選手が残した名言・名句61（明治図書） 1998年
- 一流選手を育てた”指導の言葉”名言・名句55（明治図書） 2000年
- 授業に使える「体ほぐし」48選（明治図書） 2000年
- 体育の達成目標と授業改革 低学年（明治図書） 2003年
- 体育の達成目標と授業改革 中学年（明治図書） 2003年
- 体育の達成目標と授業改革 高学年（明治図書） 2003年
- 1週間でマスターできる体育教科書シリーズ(20)『“頭跳ね跳び”新ドリル』（明治図書） 2004年